# فوجی‌فیلم فاین‌پیکس ایکس۱۰۰
فوجی‌فیلم فاین‌پیکس ایکس۱۰۰ (به انگلیسی: Fujifilm FinePix X100) یک دوربین عکاسی ساخت شرکت فوجی‌فیلم است.